# Sherbro (Fluss)
Der Sherbro (auch Sherbo-Straße) ist ein Ästuar im westafrikanischen Sierra Leone. Es trennt die Insel Sherbro vom Festland und ist das Mündungsgewässer mehrerer Flüsse.

## Beschreibung
Das System aus Flüssen und Creeks im Sherbro-Ästuar ist sehr komplex. Die größten Flüsse und Nebenarme sind der Bagru (Gbangbaia), der Taia (Jong) und die Flüsse Sewa und Waanje über den Kittam.
Die Mündungsarme haben hierbei teils eigene Namen und werden von den Hauptflüssen je nach Quelle unterschiedlich abgegrenzt. In seiner Lage, Art und Ausdehnung entspricht es mehr einer Meeresbucht bzw. Meeresstraße.

## Schutzgebiete
Das Mündungsgebiet des Sherbro ist als Meeres- (28.354 Hektar) bzw. Waldschutzgebiet (10.100 Hektar) ausgewiesen.